# Szegedi Dóm Látogatóközpont
A Szegedi Dóm Látogatóközpont a Fogadalmi templom altemplomában található látogatóközpont multifunkciós turisztikai, kulturális létesítmény. Kiállítóterében egyházi és világi jellegű kiállítások is megtekinthetők, ezen túl pedig közösségi terei alkalmasak kulturális és közösségi rendezvények (konferenciák, fogadások, művészeti estek etc.) lebonyolítására is. Innen látogatható a toronykilátóként funkcionáló nyugati torony és a Dömötör-torony is. A létesítmény üzemeltetője a DÓM Fejlesztő- és Turisztikai Szolgáltató Szervezet.

## Elérhetőségek, nyitvatartási rend
A látogatóközpont hétfő kivételével minden nap várja a látogatókat 9 órától 17 óráig.

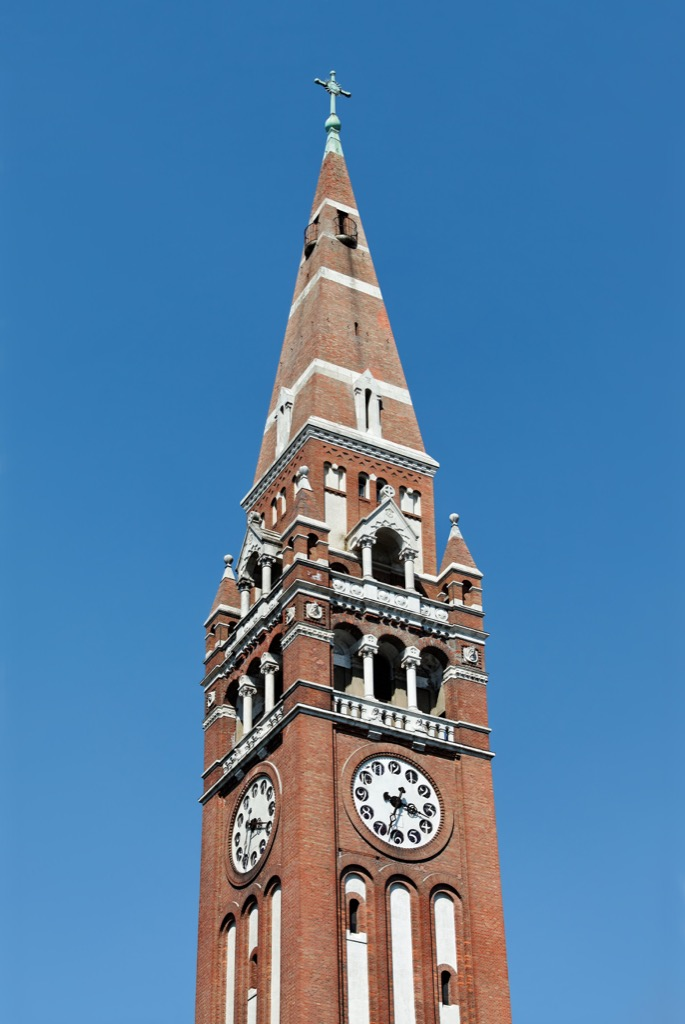
A Dóm kilátótornya

Cím: 6720 Szeged, Dóm tér 16.
Telefon: +36 20/385-5061
E-mail: info@szegedidom.com
Hivatalos Facebook-oldal
Hivatalos Instagram oldal

## A látogatóközpont szolgáltatásai

### Art Shop
A létesítmény bejáratához a Dóm tér felőli, a Szentháromság-szobor melletti lépcsősor vezet le. A fogadótérbe érkezve a látogatót az Art Shopra keresztelt kegytárgy- és ajándékbolt fogadja, mely jegypénztárként is funkcionál. A bolt polcain a dómmal kapcsolatos szuvenírek mellett szerzetesi termékek és helyi kézműves manufaktúrák termékei is megtalálhatóak.

### Állandó- és időszaki kiállítások
Az állandó kiállítás a Fogadalmi templom és a Dóm-tér építéstörténetének bemutatása mellett, a Szeged-Csanádi Egyházmegye liturgikus tárgyainak (barokk kori ötvöstárgyak, faragványok és 15-18. századi liturgikus textíliák) gyűjteményét őrzi. A kiállítótérben interaktív információs pultok is helyet kaptak. A Fogadalmi templom építését vezető Glattfelder Gyula püspök, Klebelsberg Kunó kultuszminiszter és Foerk Ernő építész síremlékei is megtekinthetők az altemplomban. Az állandó kiállítás mellett tematikus időszaki kiállítások is várják az érdeklődőket. Fénykép készítése bármely belépőjegy birtokában készíthető.

### Toronylátogatás
A Fogadalmi templom nyugati, város felőli tornya látogatható. A 302 lépcsőn megközelíthető kilátószint 46 méter magasságból teszi lehetővé Szeged csodálatos látképének megtekintését. A toronyban három pihenőszint is kialakításra került, melyeken a látogató a templom és az egyházmegye történetével ismerkedhet meg kisfilmek és információs pultok segítségével. Bizonyos időközönként éjszakai toronylátogatásra is lehetőség nyílik; ezen alkalmakat a Látogatóközpont a nagy érdeklődésre való tekintettel külön meg szokta hirdetni a közösségi média felületein. Az árvízi fogadalom temploma - A Fogadalmi Templom építése korabeli fotókon

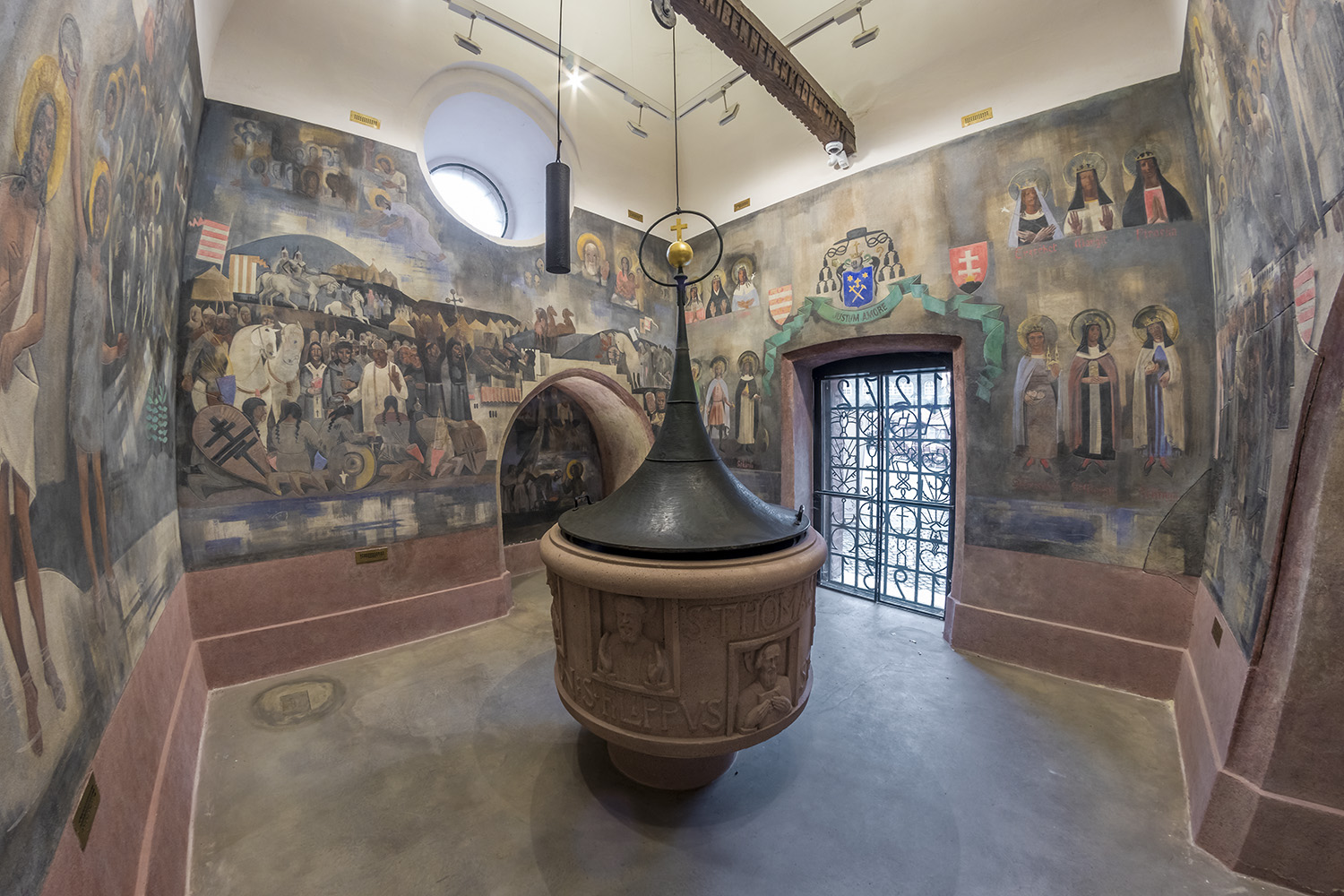
A Dömötör-torony keresztelőkápolnája

### Idegenvezetés a Dömötör-toronyban
Időpont: Nyitvatartási időben óránként indul
Időtartam: 25-30 perc
2019. februárjától idegenvezetés keretei között látogathatóvá vált Szeged legrégebbi épülete, a Dömötör-torony. A torony alsó, négyszögletű részében felszentelt keresztelőkápolna található, melynek falait a 20. századi modern magyar festészet egyik legeredetibb művésze, Aba-Novák Vilmos falfestményei díszítik. Az idegenvezetés a látogatóközpont előteréből indul minden egész órában maximum 20 fő részvételével. A Dömötör-torony meséi címmel időszaki kiállítás is helyet kapott a kiállítótérben, amely további érdekes információkkal, történetekkel szolgálva egészíti ki az élményt.

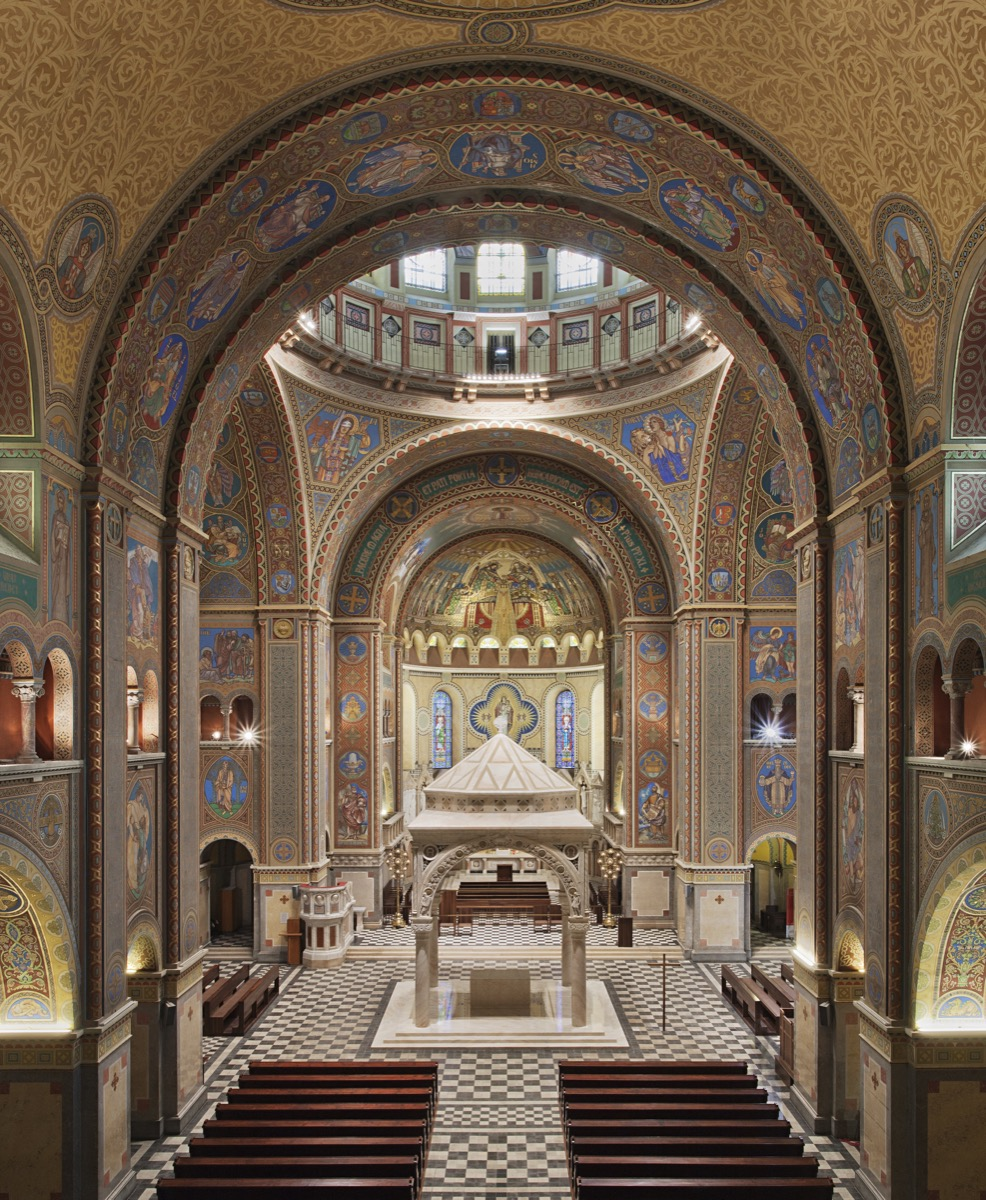
A Dóm liturgikus tere

### Idegenvezetés a Dóm liturgikus terében (templomtér)
Időpont: 15:00
Időtartam: 60 perc
Idegenvezetés kíséretében megismerhetővé válik Magyarország egyetlen 20. században épült püspöki székesegyháza. Csoportok számára előzetes regisztrációval a fentitől eltérő, előre egyeztetett időpontban is biztosít a Látogatóközpont idegenvezetést a liturgikus térben. Választható 30 perces és 60 perces időtartamú program is. Kizárólag a látogatóközpont által megbízott személy tarthat idegenvezetést a templomban.

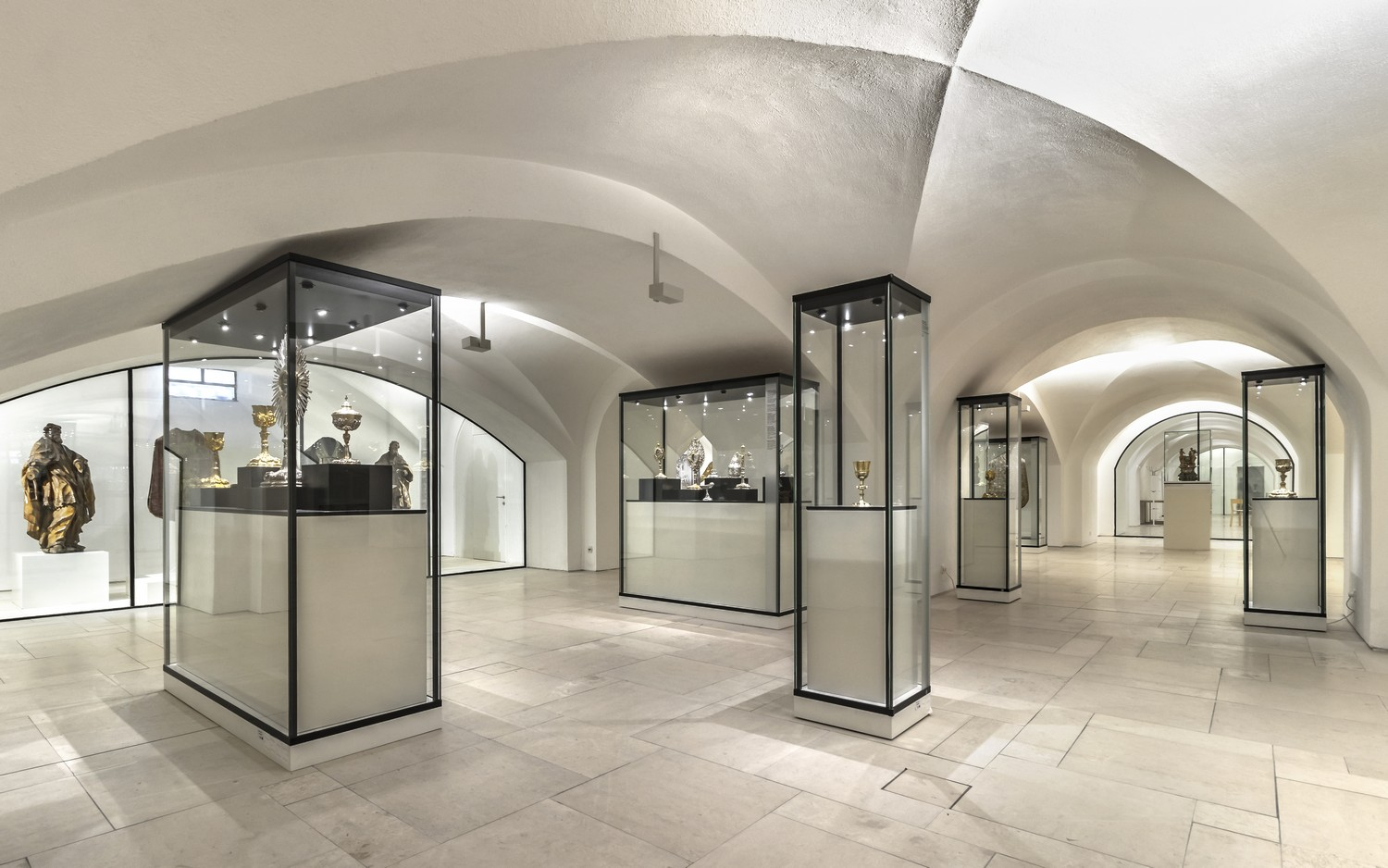
A Látogatóközpont kiállítótere

### Idegenvezetés a Szegedi Dóm Látogatóközpontjában
Időpont: 15:00
Időtartam: 60 perc
Az idegenvezetés keretében bemutatásra kerülnek a Szeged-Csanádi Egyházmegye kincstárába tartozó liturgikus ötvöstárgyak, textíliák, szobrok és kegytárgyak, illetve az építéstörténeti szekcióban bővebb információt kaphatnak a Dóm, illetve az azt körülvevő Dóm tér építéstörténetéről. Az állandó kiállítás részét képezik az egyházi és más prominens személyiségek – Glattfelder Gyula megyéspüspök, Klebelsberg Kunó kultuszminiszter, Foerk Ernő építész – sírhelye, azok életútjának és munkásságának ismertetése.

### Dóm Művészeti Szalon
A rendezvénysorozat 2019 márciusában indult el, ahol havonta egyszer ismert művészek tartanak irodalmi esteket. Emellett művészettörténeti előadások is helyet kaptak a programban.

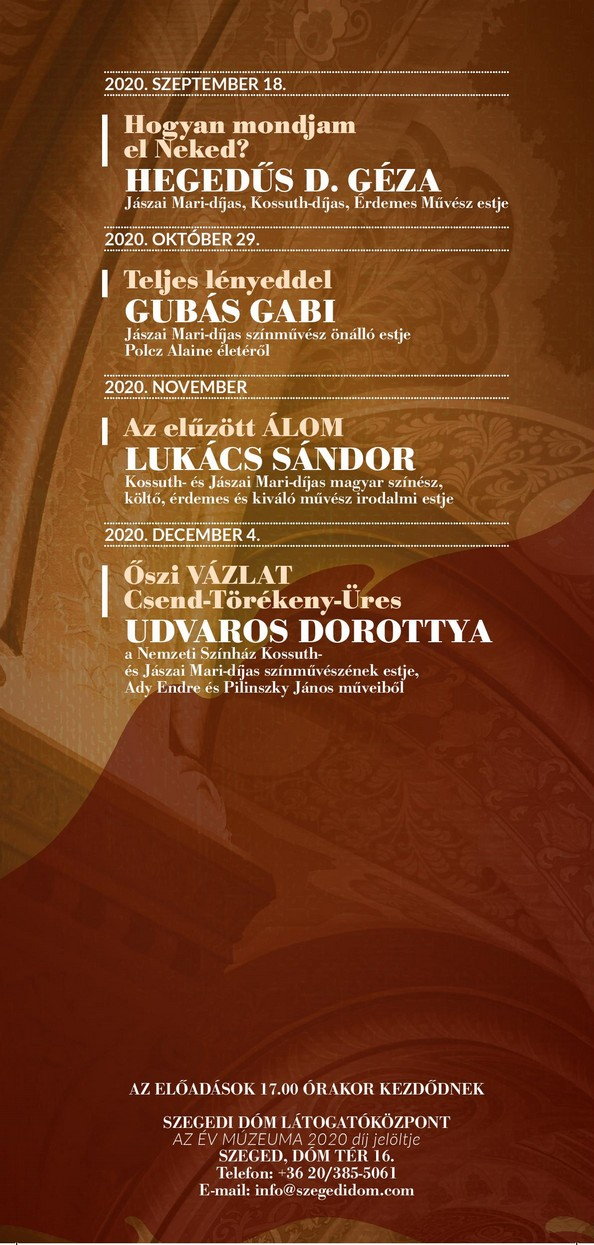
Dóm Művészeti Szalon - őszi évad

#### Jövőbeni estek listája
- 2020. szeptember 18.: Hogyan mondjam el Neked? - Hegedűs D. Géza, Jászai Mari-díjas, Kossuth-díjas, Érdemes Művész estje - Kedvenc költők és versek.
- 2020. október 29.: „Teljes lényeddel” - Gubás Gabi, Jászai Mari-díjas színművész a Thália Színházban is nagy sikerrel futó színházi estje
- 2020. november: Az elűzött álom - Lukács Sándor, Kossuth- és Jászai Mari-díjas magyar színész, költő, érdemes és kiváló művész irodalmi estje
- 2020. december 4.: Őszi Vázlat – Csend-Törékeny-Üres - Udvaros Dorottya, a Nemzeti Színház Kossuth- és Jászai Mari-díjas színművész estje, Ady Endre és Pilinszky János műveiből

#### Az eddig megtartott estek listája
- 2019. március 2.: „Az igazat mondd, ne csak a valódit” - Eperjes Károly estje
- 2019. május 4.: Szerelmem, Erdély – Wass Albert est, Rékasi Károly önálló estje, Rendezte: Koltay Gábor (jubileumi 200. előadás)
- 2019. május 24.: Kaleidoszkóp – Hűvösvölgyi Ildikó estje
- 2019. június 16.: „Költők társaságában” - Bencze Ilona irodalmi estje
- 2020. január 17.: Titkok Márai Sándor életéből és műveiből - Irodalmi est Márai Sándor írásaiból, Hirtling István és Mészáros Tibor előadásában
- 2020. február 14.: Üveggolyó - Für Anikó, Jászai Mari-díjas, Érdemes Művész irodalmi estje

## Galéria

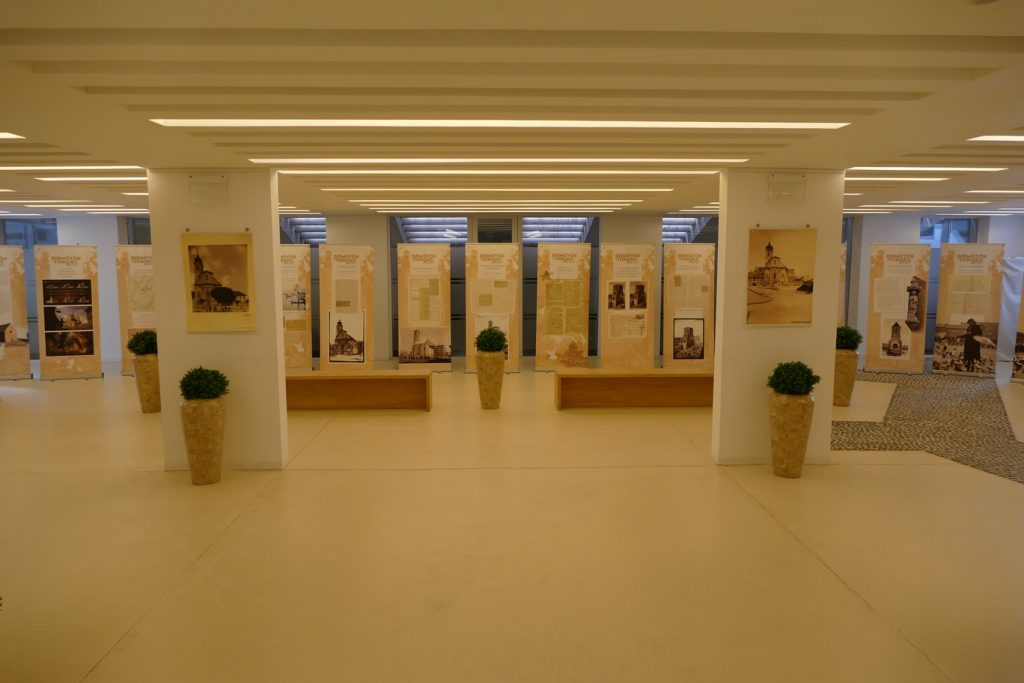
A látogatóközpont előtere
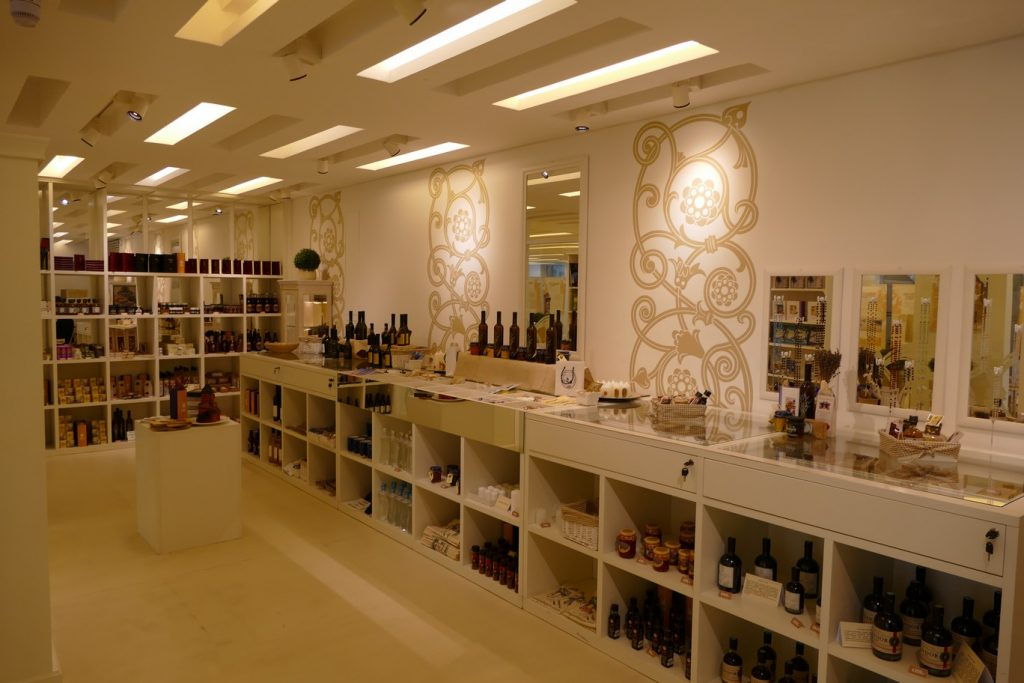
Art Shop
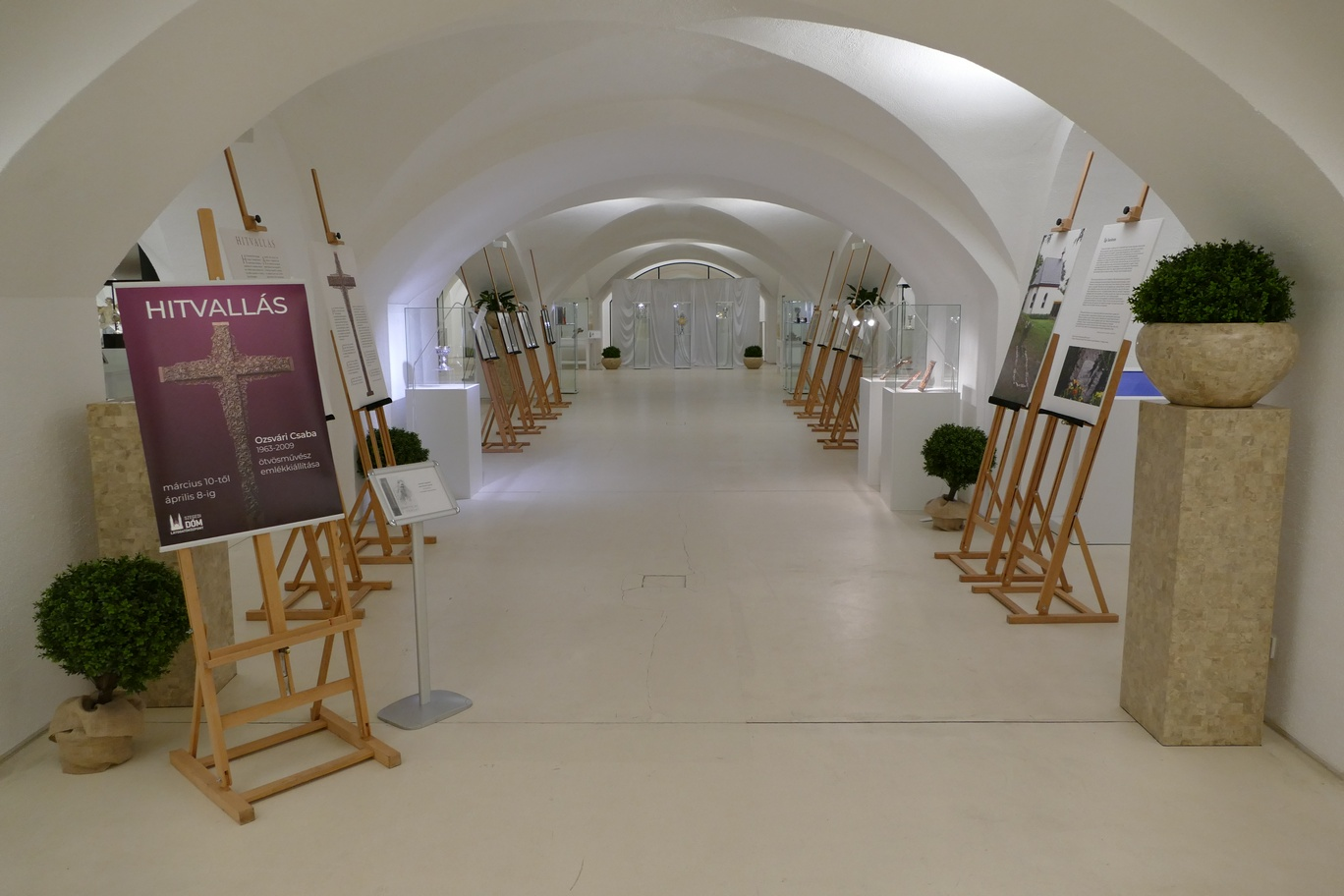
Ozsvári Csaba emlékkiállítása
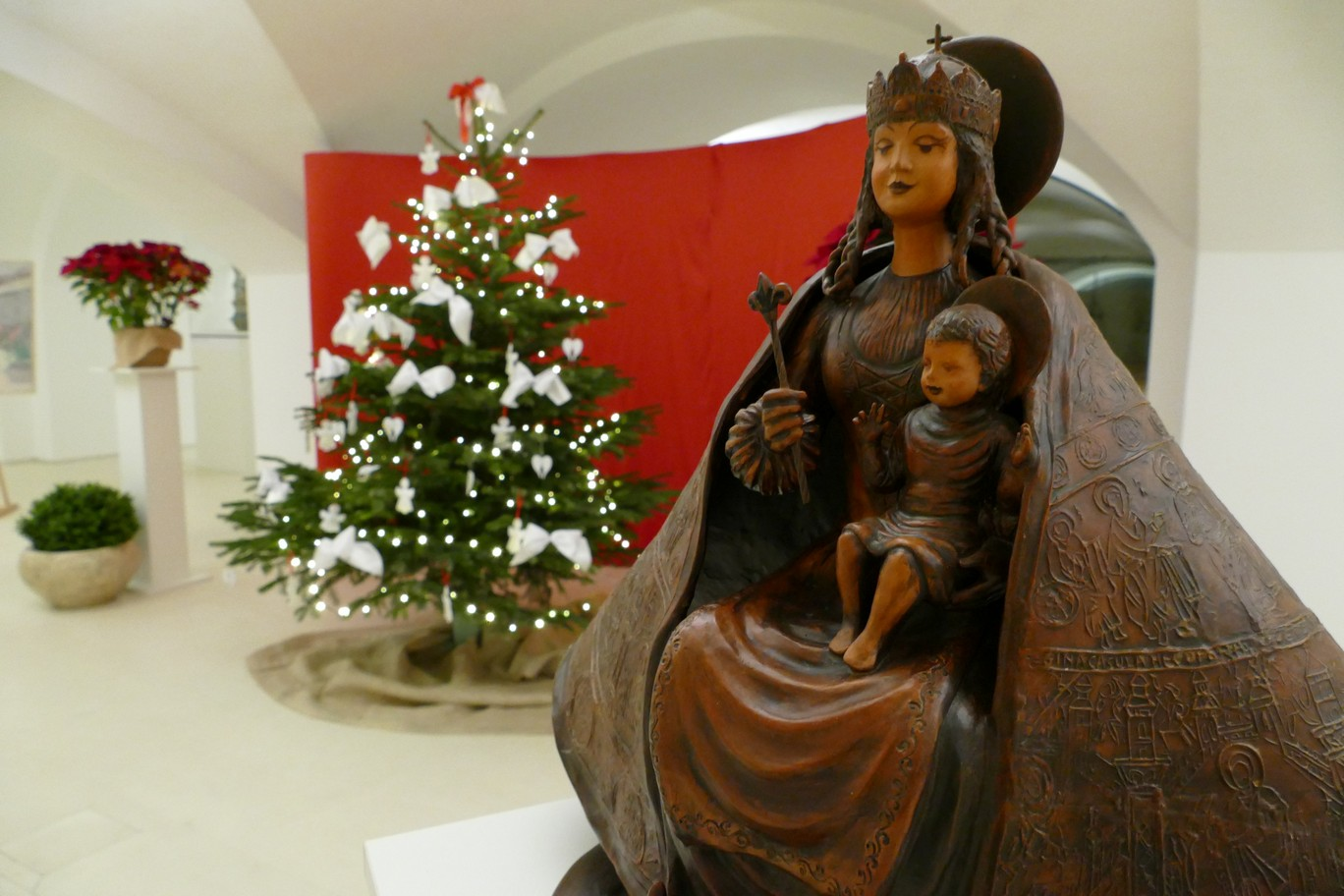
Karácsonyi hangulat a kiállítótérben
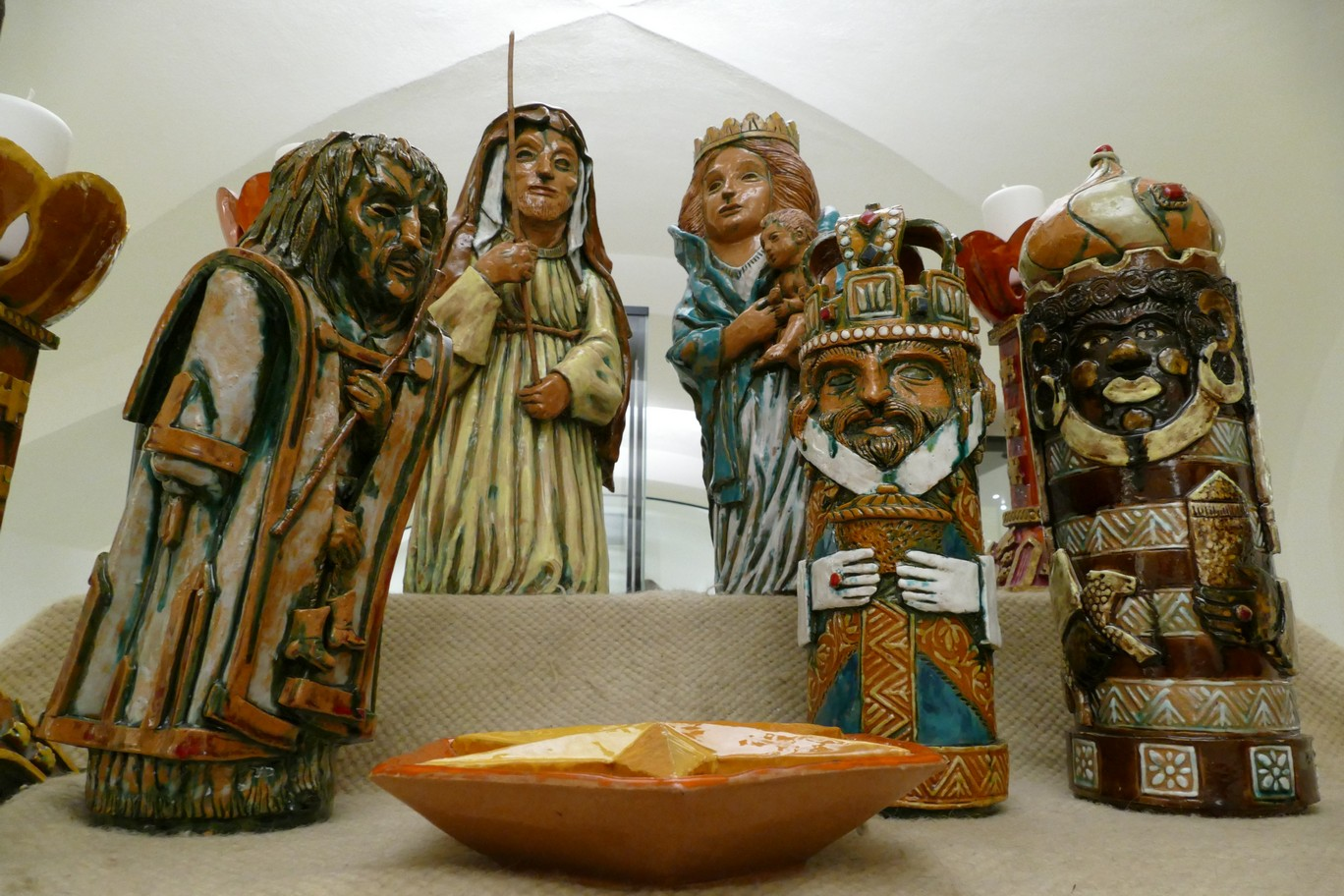
Betlehemes kiállítás
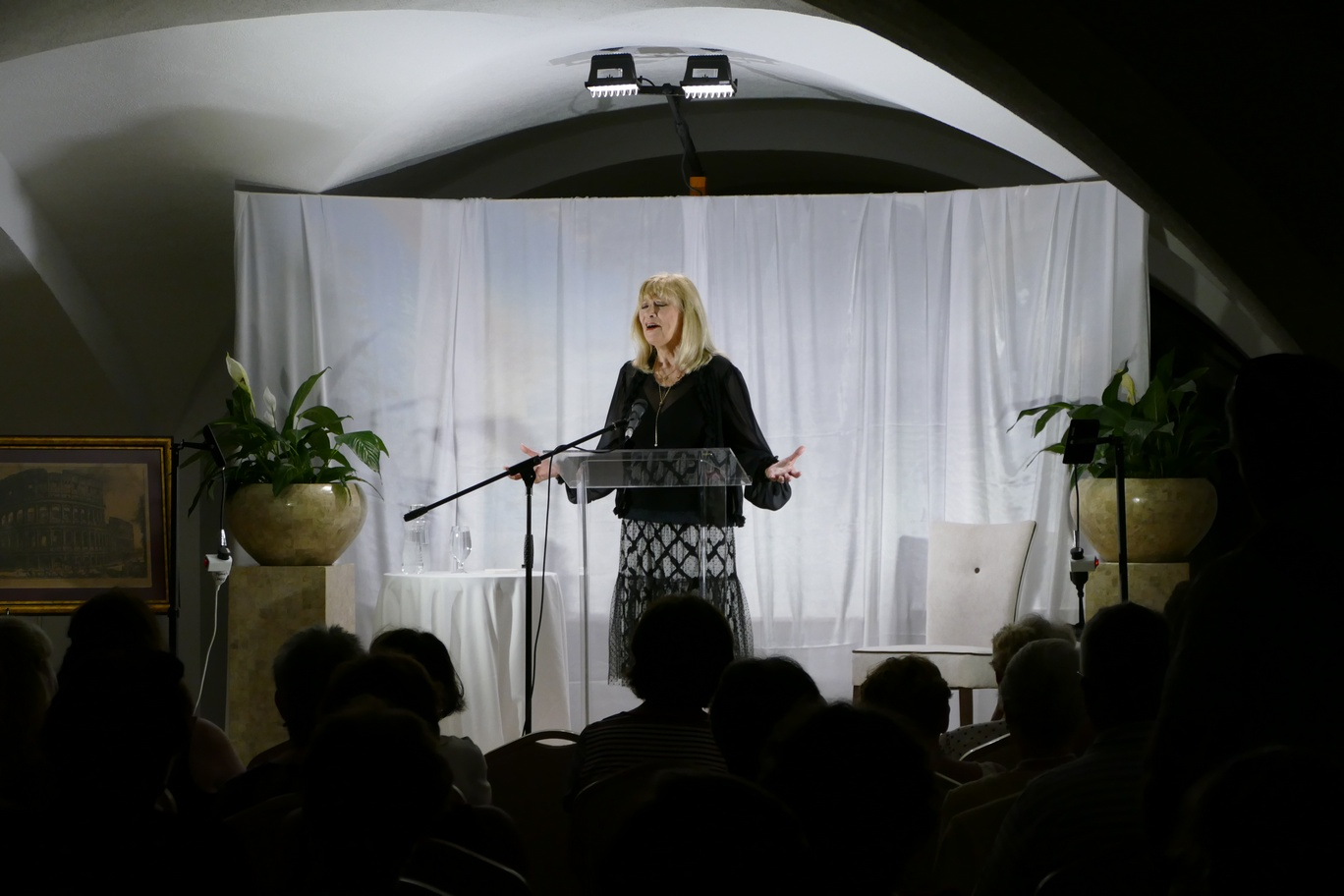
Bencze Ilona estje
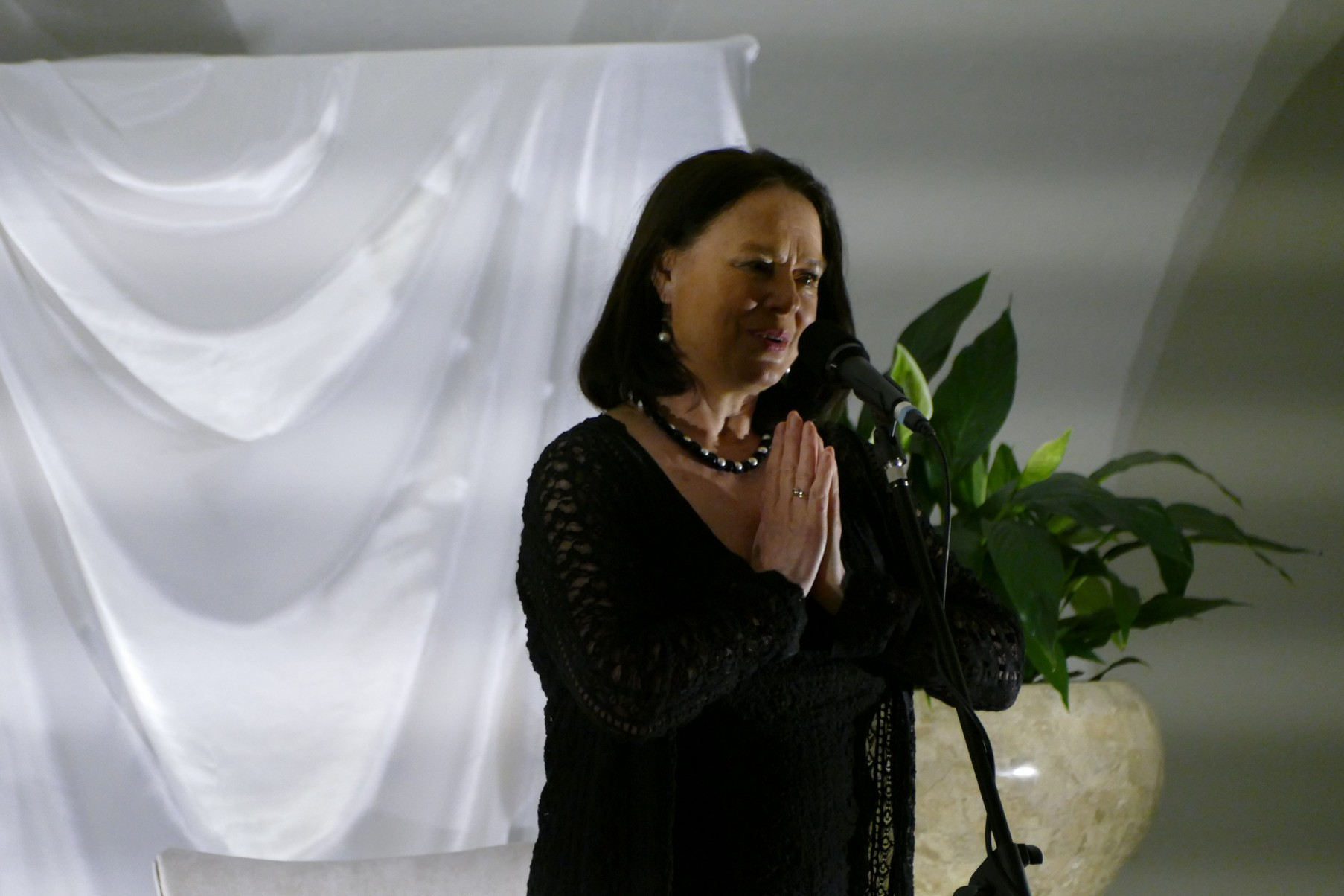
Hűvösvölgyi Ildikó estje